# Anna Kariejewa
Anna Wasiljewna Kariejewa (ros. Анна Васильевна Кареева; ur. 10 maja 1977 w Majkopie), rosyjska piłkarka ręczna, reprezentantka Rosji, rozgrywająca. Trzykrotnie zdobyła mistrzostwo Świata w 2001 r. we Włoszech, 2005 r. w Rosji oraz w 2009 r. w Chinach zdobyła mistrzostwo Świata. 
Podczas Igrzysk Olimpijskich 2008 w Pekinie zdobyła wicemistrzostwo olimpijskie.
Kariejewa została odznaczona tytułem Zasłużonego Mistrza Sportu. Została dwukrotnie odznaczona Orderem „Za zasługi dla Ojczyzny” II klasy: 22 lutego 2004 r. oraz 2 sierpnia 2009 r.

## Sukcesy
- Mistrzostwo Świata:  (2001, 2005, 2007)
- Igrzyska Olimpijskie:  (2008)
- Mistrzostwa Europy:  (2006),  (2000)

## Odznaczenia
- Odznaczona tytułem Zasłużonego Mistrza Sportu.
- Order „Za zasługi dla Ojczyzny” II klasy (22 lutego 2004)
- Order „Za zasługi dla Ojczyzny” II klasy (2 sierpnia 2009) - za zdobycie wicemistrzostwa olimpijskiego w 2008 r. w Pekinie.